# Rodolfo IV d'Asburgo-Laufenburg

Stemma dei conti di Neu-Kyburg (Casa d'Asburgo).

Rodolfo IV (Asburgo-Laufenburg) (1322 – 1383) è stato un condottiero tedesco.

## Biografia
Rodolfo IV d'Asburgo-Laufenburg è stato un conte degli Asburgo-Laufenburg, langravio di Sisgau e Unterklettgau e ufficiale giudiziario in Svevia e in Alta Alsazia.
Era figlio di Giovanni I e di sua moglie Agnese di Werd. 
Con il fratello Giovanni II, che era nato nel 1353/1354, furono in Italia come condottieri. Nel 1376 partecipò con il figlio Giovanni IV alla sommossa del "Carnevale di Basilea".

## Discendenza
Era sposato dal 1354 con Elisabetta Gonzaga di Mantova (?-1383) ed ebbe un figlio: Giovanni IV. Sua moglie era la figlia di Filippino Gonzaga († 1356) e della prima moglie Anna di Dovara. La seconda moglie di Filippino Gonzaga era Verena, figlia di Giovanni II (Asburgo-Laufenburg).